# Бас-кларнет
Бас-кларне́т (итал. clarinetto basso; фр. clarinette basse; нем. Bassklarinette; англ. bass clarinet) — деревянный духовой музыкальный инструмент, басовая разновидность кларнета.

## История происхождения и развития инструмента
Попытки создать родственный кларнету инструмент басового регистра предпринимались с середины XVIII века. Самый ранний из сохранившихся инструментов хранится в мюнхенском музее и является работой мастеров из Пассау братьев Антона и Михаэля Майрхоферов начала 1770-х годов. По строению он напоминает бассет-горн, однако обладает дополнительной кроной, позволяющей извлечь нижний звук «до» (при этом клапан для извлечения «ре» отсутствует). Известны бас-кларнеты работы Генриха Грензера 1793 года и его дяди Августа ― 1795. Они были настроены in B и обладали диапазоном, расширенным вниз до A1 (ля контроктавы по действительному звучанию), при этом нижняя часть клапанного механизма была диатонической, а не хроматической. Эти инструменты напоминали по форме фаготы и, предположительно, предназначались для замены фаготов в военных оркестрах.
Современный вид бас-кларнет приобрёл в конце 1830-х годов усилиями Адольфа Сакса, который также усовершенствовал систему клапанов, улучшил интонирование и расширил диапазон, создав, таким образом, полноценный инструмент классической музыки. В 1836 бас-кларнет был впервые введён в оркестр, это сделал Джакомо Мейербер в опере «Гугеноты», поручив этому инструменту ответственное соло в пятом действии. Со второй половины XIX века бас-кларнет ― почти постоянный участник симфонического оркестра, где он обычно дублирует басовые голоса. Иногда специфический густой, несколько мрачноватый тембр бас-кларнета был востребован композиторами в сольных эпизодах: Лист ― симфоническая поэма «Тассо», Вагнер ― опера «Тристан и Изольда» (второе действие), Верди ― опера «Эрнани» (начало третьего действия), Чайковский ― симфония «Манфред», опера «Пиковая дама» (сцена в казармах), Барток ― Концерт для оркестра, Шостакович ― Симфонии №№ 7, 8, 10, 13 и др. Ответственные партии бас-кларнета также есть в сочинениях Малера, Шёнберга, Стравинского и других композиторов. В оркестре используется, как правило, один бас-кларнет (реже два, например в балете "Весна Священная" И.Стравинского), причём часто его партия представляет собой совмещённую партию одного из кларнетов (бас-кларнет + 3-й кларнет).
С начала XX века композиторами нововенской школы бас-кларнет стал применяться в камерных ансамблях, а с наступлением эпохи авангарда ― и как сольный инструмент (первое сочинение для бас-кларнета и фортепиано ― Соната Отмара Шёка; 1931). Сочинения для бас-кларнета также написаны Маурицио Кагелем, Эллиоттом Картером, Славой Ворловой, Софией Губайдулиной, Леонидом Каревым, Виктором Екимовским и другими композиторами. Многие произведения посвящены выдающемуся исполнителю Йозефу Гораку.
Отдельными исполнителями бас-кларнет используется в джазе. Одним из первых джазовых музыкантов, игравших на нём, был Эрик Долфи, среди современных известны Маркус Миллер, Джон Серман.
Из российских неакадемических исполнителей на бас-кларнете можно отметить Николая Рубанова, использующего этот инструмент как во время выступлений своей основной группы АукцЫон, так и в собственных сайд-проектах.

## Техника игры на бас-кларнете
Техника игры на бас-кларнете практически идентична таковой на обычном кларнете, но в силу бо́льших размеров и несколько иного строения системы клапанов бас-кларнет отличается меньшей подвижностью, хотя есть произведения, требующие от исполнителя большого технического мастерства. Такова, например, партия бас-кларнета во второй части концерта для скрипки с оркестром №1 Д. Шостаковича.
Подобно кларнету, бас-кларнет обладает широкими градациями силы звука: ему доступно как пианиссимо, так и фортиссимо. В последнем такте экспозиции первой части Шестой симфонии Чайковского четыре ноты, написанные для фагота в нюансе pppppp, часто исполняются именно на бас-кларнете, который с лёгкостью может достичь такой динамики.
Бас-кларнет нотируется преимущественно in B (в строе си-бемоль): ноты записываются либо в скрипичном ключе на большую нону выше действительного звучания, либо в басовом ключе на один тон выше. В сочинениях XIX века встречаются партии бас-кларнетов in C и in A, но эти инструменты вышли из употребления, и в настоящее время все подобные партии играются in B. Исключения: С.Рахманинов - Симфония №2, Вагнер - "Лоэнгрин" - партия бас-кларнета "in A" нотируется одинаково как в басовом, так и в скрипичном ключе - на терцию выше реального звучания.
Применяемый диапазон бас-кларнета по действительному звучанию — от D (ре большой октавы; на некоторых моделях диапазон расширен вниз до B1 — си-бемоль контр октавы) до b1 (си-бемоль первой октавы). Более высокие звуки используются сольными исполнителями, в то время как в оркестре востребованы обычно только нижний и средний регистры инструмента (своеобразным исключением является симфоническая поэма Рихарда Штрауса «Так говорил Заратустра», где в партии бас-кларнета указана нота соль третьей октавы, звучащая как фа второй).